# (34549) 2000 SA238
2000 SA238 (asteroide 34549) é um asteroide da cintura principal. Possui uma excentricidade de 0.03174800 e uma inclinação de 11.19764º.
Este asteroide foi descoberto no dia 25 de setembro de 2000 por LINEAR em Socorro.